# Friedrich August Freiherr von der Heydte

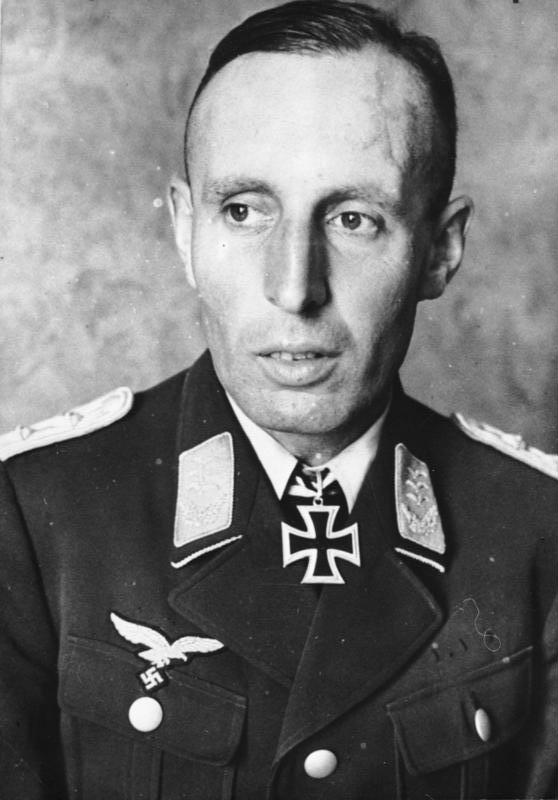
Friedrich August von der Heydte als Hauptmann der Wehrmacht (1941)

Friedrich-August Johannes Wilhelm Ludwig Alfons Maria Freiherr von der Heydte (* 30. März 1907 in München; † 7. Juli 1994 in Landshut) war ein deutscher Staats- und Völkerrechtler, hochdekorierter Offizier und rechtskonservativ-katholischer Politiker (CSU).
Von der Heydte diente im Zweiten Weltkrieg als Stabsoffizier in der Fallschirmjägertruppe der Wehrmacht und wurde als Bundeswehrangehöriger zum ersten Brigadegeneral der Reserve befördert. In der Bundesrepublik war er eine der Schlüsselpersonen der Flick-Affäre der Union und der Spiegel-Affäre. Als Abgeordneter saß er von 1966 bis 1970 im Bayerischen Landtag.
Von 1951 bis 1975 war er Ordinarius an den Universitäten in Mainz und Würzburg für Öffentliches Recht und Politische Wissenschaften. Von der Heydte war u. a. ein Schüler von Alfred Verdross in Wien und gilt in der Rechtswissenschaft als ein wichtiger Vertreter der Naturrechtslehre im 20. Jahrhundert. Ihm wurden verschiedene Ehrungen zuteil, wie das Große Bundesverdienstkreuz.

## Leben

### Herkunft und Wehrdienst
Friedrich-August Johannes Wilhelm Ludwig Alfons Maria Freiherr von der Heydte entstammte väterlicher- und mütterlicherseits Offiziersfamilien; er wurde 1907 in Schwabing geboren. Die 1289 erstmals urkundlich erwähnte Familie entstammt dem Egerländer Uradel und gehörte dem in Bayern immatrikulierten Adel an. Sein Vater Rudolf Franz Freiherr von der Heydte (* 31. Januar 1856 in Augsburg; † 28. Oktober 1930 in Traunstein) war Major beim Königlich Bayerischen 1. Schwere-Reiter-Regiment „Prinz Karl von Bayern“. Er führte ein Landsturmbataillon im Ersten Weltkrieg und war zuletzt Oberst der Bayerischen Armee. Die Familie der Mutter, Célestine Maria Luise Josephine Colin (* 26. Mai 1870 in Bamberg; † 6. November 1961 in Neumarkt-Sankt Veit), zu deren Vorfahren unter anderem der französische General Jean Rapp zählte, stammte aus dem Elsass und machte sich in der Pfalz ansässig. Seine ältere Schwester heiratete in die böhmische Uradelsfamilie der Grafen von Deym, Freiherrn von Stritez ein.
Von der Heydte, katholisch und im süddeutschen Adel sozialisiert, wuchs als einziger Sohn seiner Eltern und ohne ländlichen Besitz in seiner Geburtsstadt München auf und besuchte dort ab 1913 die private Ebermayerschule. Er wurde später von Michael Kardinal von Faulhaber, Erzbischof von München und Freising, gefirmt; sein Firmpate war der Gutsbesitzer und Politiker (Zentrum) Max Freiherr von Pfetten, vormaliges Mitglied des Deutschen Reichstags. Im Herbst 1916 wurde er Schüler am Maximiliansgymnasium. Mit der dritten Gymnasialklasse wurde er nach eigenen Angaben Zögling der Königlich Bayerischen Pagerie in München, welche allerdings 1918 schloss. Noch im gleichen Jahr wechselte er an das Humanistische Progymnasium in Traunstein und 1922 an das Fürstliche Gymnasium in Wernigerode. Er war in dieser Zeit Mitglied des monarchistisch ausgerichteten Deutschnationalen Jugendbundes.
Von der Heydte trat nach dem Abitur 1925 am Humanistischen Gymnasium in Rosenheim, wo er in einem Schülerheim wohnte, auf Wunsch des Vaters am 1. April 1925 als Rekrut in das 19. (Bayerisches) Infanterie-Regiment der Reichswehr in Landshut ein. 1926 wechselte er als Offizieranwärter zum 18. Reiter-Regiment in Stuttgart-Cannstatt.

### Rechtswissenschaftliches Studium

#### Studium in Deutschland und Österreich
Am 31. Juli/30. September 1926 schied er auf eigenen Wunsch hin und in Anbetracht der Beschränkungen der Streitkräfte durch die Regelungen des Versailler Vertrages als Fahnenjunker aus der Armee aus. Er nahm ein Studium der Rechtswissenschaften und Nationalökonomie auf, 1925/26 begann er an der Ludwig-Maximilians-Universität München und wechselte 1926/27 an die Universität Innsbruck. 1925 war er in Innsbruck dem katholischen Studentenverein Unitas Norica beigetreten, dem er bis zu seinem Lebensende angehörte. Er nahm u. a. am Studententag der Deutschen Studentenschaft in Danzig (1928) teil. Danach studierte er an der Universität Graz, nach eigenen Aussagen auch an der Universität Wien und an der Friedrich-Wilhelm-Universität zu Berlin (u. a. bei Theodor Heuss). Von der Heydte finanzierte sich sein Studium überwiegend durch Stipendien und als Erzieher in adligen Familien.
Er legte im Juni 1927 das 1. österreichische Staatsexamen (mit Auszeichnung) ab. Von der Heydte besuchte von Herbst 1928 bis Sommer 1930 mit einem Stipendium des Auswärtigen Amtes die Konsularakademie Wien. Dort hatte er u. a. Sprachunterricht in Englisch, Französisch und Serbokroatisch. Im Juni 1930 erlangte er ein Diplom („Cons. dipl.“). 1931/32 war er erneut an der Universität Graz eingeschrieben. Im Frühjahr folgte das 2. und im Sommer 1932 das 3. österreichische Staatsexamen.
1932 wurde ihm durch die Universität Graz der Dr. iur. verliehen, außerdem legte er die Rigorosen (Prüfer u. a. Max Rintelen) ab; die „eigentliche Promotion“ zum Dr. rer. pol. erfolgte 1960 durch die Universität Innsbruck.

#### Assistenzzeit in Köln / Parteimitgliedschaft
Im Herbst 1932 und von Januar 1933 bis 30. April 1933 war er „Privatassistent“ des Völkerrechtlers Hans Kelsen an der Universität zu Köln, wo er sich habilitieren wollte. Nach der Beurlaubung Kelsens wurde von der Heydte allerdings nicht von dem Staatsrechtler Carl Schmitt, nachmaliger „Kronjurist des Dritten Reiches“, übernommen und im Sommer 1933 entlassen. Von der Heydte soll sich öffentlich für seinen jüdischen Lehrer eingesetzt haben, so die Fakultätsgeschichtsschreibung. Schmitt schrieb an einen Dritten: „Nach der Art seiner bisherigen Vorbildung und Tätigkeit, die wesentlich durch die sogenannte Wiener Schule – Kelsen und Verdross – bestimmt ist, ist er für mich persönlich keine geeignete Hilfskraft.“ Von der Heydte kommentierte die Nichtübernahme mit: „bei der Auswahl seiner Mittel zur Bekämpfung seiner wissenschaftlichen Gegner“ sei Schmitt „weder allzu wählerisch noch allzu ritterlich“.
Von der Heydte trat nach der „Machtergreifung“ der Nationalsozialisten zum 1. Mai 1933 der NSDAP bei (Mitgliedsnummer 2.134.193). Von der Heydte war ein Anhänger einer großdeutschen Lösung und äußerte sich bezüglich der Reichspräsidentenwahl von 1932 folgendermaßen: „Ich hatte damals die Hoffnung, daß durch die NSDAP jemals noch die Einigung unseres Volkes, die Überwindung des Parteienstaates und ein neues, besseres Reich herbeigeführt werden könne, angesichts dieses mich so enttäuschenden Wahlkampfes völlig aufgegeben.“ Nach eigenen Angaben hat er Ende der Weimarer Republik die „Nationale Volkspartei“ gewählt, die den einstigen Weltkriegsgeneral und Freikorpsführer Paul von Lettow-Vorbeck ins Rennen schickte.

#### Assistenzzeit in Wien und Münster
Für zwei Semester war er Assistent des bedeutenden österreichischen Völkerrechtlers Alfred Verdross an der Konsularakademie Wien. In Wien befreundete er sich in dieser Zeit (1934) mit dem bekannten englischen Reiseschriftsteller Patrick Leigh Fermor. 1933 hielt von der Heydte eine Vorlesung am Bureau d' Etudes Internationales in Genf, an dem er selbst im Sommer 1931 als Stipendiat einen Kurs besuchte. Anfang der 1930er Jahre praktizierte er in der Abteilung für auswärtige Angelegenheiten im österreichischen Bundeskanzleramt in Wien und besuchte öffentliche Versammlungen des Völkerbundes in Genf. 1933 nahm er an einem Preisausschreiben teil (Antwort: Discovery, symbolic annexation and virtual effectiveness in international law) und wurde Fellow der Carnegie-Stiftung für Internationalen Frieden. So konnte er im Herbst 1934 Habilitationsstudien in Paris (an der Bibliothèque nationale) und im Winter 1934/35 in Rom (an der Vatikanischen Apostolischen Bibliothek) durchführen. In der italienischen Hauptstadt wurde er nach eigenen Angaben durch den Industriellen Theodor von Cramer-Klett junior in höhere Kreise eingeführt und machte, wie Journalisten später recherchierten, nähere Bekanntschaft mit Bischof Alois Hudal, der nach dem Zweiten Weltkrieg Kriegsverbrechern zur Flucht verhalf. Spätestens 1934 erwarb er die österreichische Staatsbürgerschaft, behielt aber gleichzeitig seine deutsche. Die Ermordung des austrofaschistischen Bundeskanzlers Engelbert Dollfuß führte im Mai/Juni 1934 zu von der Heydtes Entlassung als deutscher Staatsbürger wegen des Verdachts der nationalsozialistischen Betätigung. Ihm folgte Stephan Verosta.
Im Jahr 1935 wurde er an der Rechts- und Staatswissenschaftlichen Fakultät der Westfälischen Wilhelms-Universität in Münster Assistent des katholisch-nationalistischen Staatsrechtlers Karl Gottfried Hugelmann, den er aus Wien kannte. Hugelmann attestierte ihm „wissenschaftliche[] Begabung und nationale[] Verlässlichkeit in hohem Maße“. Von 1935 bis 1937 erhielt er ein Stipendium für Studien (u. a. bei Erich Kaufmann) an der Haager Akademie für Internationales Recht. In Den Haag konnte er auch den Ständigen Internationalen Gerichtshof besuchen. Die Zustände des Italienischen Faschismus unter Mussolini ließen bei ihm nach eigenen Angaben Bedenken am Nationalsozialismus aufkommen. Zurück in Münster setzte er sich für einen bei der Gestapo denunzierten Hausmeister des christlichen Studentenheims ein. Letztlich kam es auch zu Unstimmigkeiten zwischen seinem Professor und ihm. Nach eigenen Angaben im Sommer 1936, den Verzeichnissen nach im Sommersemester 1937 verließ er die Universität. Später räumte er ein, dass er zunächst „doch vielen Gedanken des Nationalsozialismus begeistert zugestimmt hatte“, dann aber unüberbrückbare Differenzen „zwischen der nazistischen Weltanschauung und meiner religiösen und wissenschaftlichen Überzeugung“ ausmachen musste und 1935/36 Berufsoffizier wurde, weil es „der einzige noch unpolitische Beruf“ sei.

### Reichswehr und Wehrmacht

#### Paramilitarismus
Von 1922 bis 1925 war er Mitglied im rechtsextremen Wehrverband Bund Oberland. Von 1927 bis 1932 war er Mitglied des paramilitärischen, nationalistischen Österreichischen Heimatschutzes. 1933 wurde er auch SA-Anwärter. Eine aufgeworfene Mitgliedschaft in der Reiter-SS, wie sie etwa vom Deutschen Institut für Zeitgeschichte (DIZ) in der DDR behauptet wurde, wurde von von der Heydte mit den Worten bestritten: „Ich habe mich nie persönlich um die Aufnahme beworben, sondern wurde mit der Überführung des Ländlichen Reit- und Fahrvereins, dem ich in Münster angehört habe, in der Reiter-SS automatisch 'SS-Bewerber'. Der Status eines SS-Bewerbers setzte nicht eine Bewerbung dessen, der diesen Status erhielt, um Aufnahme in die SS notwendig voraus.“ 1965 wurde es dem Sozialdemokratischen Hochschulbund untersagt, von der Heydte der Mitgliedschaft in der SS zu bezichtigen.

#### Kavallerieoffizier
Beförderungen
- 1. Juni 1936 Leutnant d. R.
- 1. August 1936 Leutnant
- 1. Oktober 1936 Oberleutnant
- 1. Oktober 1938 Hauptmann
- 1. August 1941 Major
- 1. August 1944 Oberstleutnant

Am 1. März 1934 wurde er aufgrund seiner Verpflichtung von 1925 zu einer Reserveübung in Allenstein, Ostpreußen herangezogen. 1935/36 übte er jeweils mehrere Wochen, später auch freiwillig, bei den Reiterregimentern 2 und 15 der Reichswehr bzw. der Wehrmacht.
Im August 1936 trat er zur Probedienstleistung in die zuvor aufgestellte Panzerabwehrabteilung 6 der 6. Infanterie-Division in Herford ein. Die „Vereidigung auf den Führer“ erfolgte im September 1936 beim Reiterregiment 15 in Paderborn. Im Oktober 1937 wurde er Kompaniechef der 2./Panzerabwehrabteilung 6 in Herford. Von 1938 bis 1939 absolvierte er einen Generalstabsoffizierlehrgang an der Kriegsakademie in Berlin-Tiergarten (Moabit).
Mit Beginn des Weltkrieges war er von September 1939 bis Juli 1940 1. Ordonnanzoffizier in der 246. Infanterie-Division unter Generalleutnant Erich Denecke. Als solcher war er an der Saar-Front eingesetzt und nahm am Frankreichfeldzug (1940) teil. Nach dem Fall Frankreichs wurde er kurzzeitig Zweiter Generalstabsoffizier (Ib) der 227. Infanterie-Division der Wehrmacht.

#### Wechsel zur Fallschirmjägertruppe
Am 15. Juli 1940 trat er zur Luftwaffe über und absolvierte freiwillig den Fallschirmspringerlehrgang. Er wurde zunächst Kompaniechef im Fallschirmjägerregiment 3. Als erster Bataillonskommandeur, ab Dezember 1940, folgten Einsätze in der Luftlandeschlacht um Kreta, in der er sich bei der Einnahme des Hafens von Chania bewährte und 1941 das Ritterkreuz des Eisernen Kreuzes erhielt. Anschließend wurde er an der Ostfront in Russland eingesetzt und bei Leningrad verwundet. Von Juli 1942 bis Januar 1943 wurde er als Kommandeur des Fallschirm-Lehrbataillons aus Döberitz nach Nordafrika verlegt, wo er mit der Fallschirmjäger-Brigade Ramcke an den Schlachten von El-Alamein teilnahm. Er erkrankte an Ruhr und wurde nach der Zweiten Schlacht nach Europa verbracht.
Im Februar 1943 wurde er Erster Generalstabsoffizier (Ia) der von Ramcke in Frankreich aufgestellten 2. Fallschirmjäger-Division. Nach dem Sturz des italienischen Diktators Mussolini erhielt er in Zivil eine Audienz bei Papst Pius XII. im Vatikan. Am 11. September 1943 nahm sein Verband im Zuge des Falls Achse Rom ein. Am folgenden Tag stürzte Heydte bei einem Flug in der Nähe von Rom ab und wurde schwer verletzt und in ein Lazarett eingeliefert. Nach seiner Genesung wurde er am 1. Februar 1944 für die nun kommenden Monate zum Kommandeur des Fallschirmjägerregiments 6 ernannt und führte diesen Verband in der Normandie bei der Schlacht um Carentan im Juni 1944. Als ein Führerbefehl von den Kommandeuren an der Invasionsfront verlangte, sich schriftlich zu verpflichten, im Falle der Invasion die Stellungen um jeden Preis zu halten, verweigerte er nach eigenen Angaben die Unterzeichnung. Im Oktober 1944 kämpfte er gegen die Briten in der Operation Market Garden in den Niederlanden. Noch im gleichen Monat begann er mit dem Aufbau der geplanten Kampfschule der Fallschirmarmee.
Nach anerkannten Militärhistorikern und -schriftstellern habe sich von der Heydte als einer der berühmtesten deutschen Fallschirmjäger-Kommandeure (John Toland), europaweit eingesetzt, einen internationalen Ruf als Soldat erworben (Stephen E. Ambrose). Sein Schriftverkehr als Zeitzeuge mit seinem akademischen Schüler Günter Roth, zeitweise Amtschef des Militärgeschichtlichen Forschungsamtes, diente mit als Grundlage für Roths Buch Die deutsche Fallschirmtruppe 1936–1945 (2000).

#### Kriegsgefangenschaft in Trent Park
Am 21. Dezember 1944 sprang von der Heydte das letzte Mal im Verlauf des Unternehmens Stößer hinter feindlichen Linien ab – er wurde verwundet – und geriet am 24. Dezember 1944 als Kommandeur der Fallschirmjäger-Kampfgruppe „von der Heydte“ in Monschau in den Ardennen in US-amerikanische Kriegsgefangenschaft.
Anschließend ab 23. Februar 1945 war er im britischen Kriegsgefangenenlager Trent Park bei London. Er gehörte dort u. a. einer informellen Studiengruppe, bestehend aus Heinrich Eberbach, Gerhard Bassenge, Carl Wahle, Ferdinand Heim und Eberhard Wildermuth, an, die sich um den Wiederaufbau Deutschlands Gedanken machte. In abgehörten Gesprächen zwischen den inhaftierten Generälen und Stabsoffizieren wurde klar, dass von der Heydte zum einen von den Gaskammern bzw. Vernichtungslagern wusste und in der Normandie einen Gefangenen erschossen haben soll.
Zum anderen hatte von der Heydte am Ende des Krieges einen eher vergeblichen Aufruf für die Alliierten angefertigt, den Kronprinz Rupprecht von Bayern und Heinrich Brüning unterzeichnen sollten.
Sein Verhör als Prisoner of War (POW) im Mai 1945 ergab, dass er – als anglophil und intelligent beschrieben – bis 1933 ein Anhänger des Nationalsozialismus war, sich dann desillusioniert zum Nazigegner entwickelte.
Von der Heydte wurde später zum ehemaligen Truppenübungsplatz Munster verbracht, er war im Lager Zedelgem in Belgien und zuletzt im Gefängnis Saint-Gilles/Sint-Gillis, da man ihm eine Beteiligung an Partisanenerschießungen nachweisen wollte, was er allerdings glaubhaft widerlegen konnte. Am 12. Juli 1947 wurde er durch die Belgier entlassen.

#### Verhältnis zum militärischen Widerstand
Von der Heydte hatte lose Kontakte zum Hitler-Attentäter Oberst Claus Schenk Graf von Stauffenberg, mit dem er über Major Konrad Graf Uxkull-Gyllenband in Erstkontakt trat. Nach eigenen Angaben – oftmals dienen seine Memoiren als Beleg – wurde er Anfang 1942 von der konservativ-militärischen Widerstandsgruppe (General der Infanterie Friedrich Olbricht, Major i. G. Claus Schenk Graf von Stauffenberg, Generaloberst a. D. Ludwig Beck und weiteren Mitverschwörern) in Planungen eingeweiht, Hitler zu stürzen. Gemäß seiner Autobiografie sollte er im Falle eines Attentats mit einer Kompanie das SS-Hauptquartier in Berlin besetzen. Aufgrund einer Namensverwechslung sei er nach dem gescheiterten Attentat nicht in das Fadenkreuz der Nationalsozialisten geraten.
Die tatsächlichen Umstände sind indes umstritten, wie Recherchen, dargestellt in den Blättern für deutsche und internationale Politik, zeigen.
Auch Standardwerke zum militärischen Widerstand im Generellen und zum Stauffenberg-Attentat im Besonderen, etwa vom Militärgeschichtlichen Forschungsamt und von Gerd R. Ueberschär erwähnen ihn nicht.

### Wirken in der Bundesrepublik

#### Rechtswissenschaftliches Wirken

##### Habilitation in München und Lehraufträge
Sein erstes Werk Das Weiss-Blau-Buch zur deutschen Bundesverfassung und zu den Angriffen auf Christentum und Staatlichkeit der Länder (1948) nach 1945 setzte sich kritisch mit der Entstehung des Grundgesetzes auseinander. Von der Heydte, der zunächst erfolglos nach Münster zurückwollte, habilitierte 1949/50 mit der durch den Staats- und Völkerrechtler Erich Kaufmann an der Ludwig-Maximilians-Universität München betreuten Arbeit Die Geburtsstunde des souveränen Staates. Ein Beitrag zur Geschichte des Völkerrechts, der allgemeinen Staatslehre und des politischen Denkens. Der Historiker Hermann Heimpel widmete der Habilitationsschrift in den Göttingischen Gelehrten Anzeigen einen überaus scharfen Verriss, der eine Fülle von Zitierfehlern, Fehlinterpretationen und Anachronismen rügte. Zum geflügelten Wort wurde Heimpels Satz: „Literaturkenntnis schützt vor Neuentdeckungen“. 1949 wurde er Privatdozent für Völkerrecht, Allgemeine Staatslehre und Rechtsphilosophie an der Juristischen Fakultät der LMU München. Außerdem war er Lehrbeauftragter für deutsches und bayerisches Verfassungsrecht an der staatswissenschaftlichen Abteilung der Philosophisch-theologischen Hochschule Regensburg und der Hochschule für Politik München. Von 1952 bis 1956 war er Gastprofessor für Öffentliches Recht an der Universität des Saarlandes in Saarbrücken und Dozent am dortigen Institut für Europäische Studien. Einen Ruf lehnte er bereits 1950 ab.

##### Lehrstuhlinhaber in Mainz und Würzburg
1951 wurde er Ordinarius für Öffentliches Recht an die Johannes Gutenberg-Universität Mainz berufen. Nebenamtlich war er von 1954 bis 1956 Richter am Oberverwaltungsgericht Rheinland-Pfalz in Koblenz.
Einen Ruf auf den Lehrstuhl für Völkerrecht und Rechtsphilosophie an die Universität Wien (Nachfolge von Alfred Verdross, seinem Lehrer) konnte er 1961 wegen des Widerstandes der damaligen österreichischen Regierungspartei SPÖ nicht annehmen. Von der Heydte kommentierte, dass er den Ruf ablehnen musste, weil „österreichische Sozialisten und Linkskatholiken“ gegen ihn mobilgemacht hätten. Während der 68er-Bewegung war er massiver Kritik linker Studenten und Medien ausgesetzt. Die Angriffe u. a. von der „Basis-Gruppe Justiz“ und dem Sozialdemokratischen Hochschulbund gingen so weit, dass sich 1965 der SHB öffentlich wegen zum Teil diffamierender Äußerungen und nach einer Entscheidung des Landgerichts Würzburg entschuldigten (musste).
Von 1954 bis 1975 war von der Heydte als Nachfolger von Walter Henrich Ordinarius für Völkerrecht, allgemeine Staatslehre, deutsches und bayerisches Staatsrecht und politische Wissenschaften (Erweiterung) an der Julius-Maximilians-Universität Würzburg tätig. Er lud europäische Persönlichkeiten u. a. Otto von Habsburg (1952) und Robert Schuman (1953) zu Gastvorträgen ein. 1954 übernahm er für Franz Tibor Hollós die (kommissarische) Leitung des Instituts für Föderalismus, übernationales Recht und Verwaltungsrecht des internationalen Verkehrs (später: Institut für Völkerrecht und Internationale Beziehungen). Ferner war er 1960 Gründer und gemeinsam mit Ulrich Stock Leiter des Instituts für Wehrrecht, das verschiedene Veröffentlichungen auf den Weg brachte. 1958/59 war er Dekan der Rechts- und Staatswissenschaftlichen Fakultät. Zu seinen Forschungsschwerpunkten gehörten Rechtsphilosophie, Staatsrecht, Verfassungsrecht und Völkerrecht. Er galt als einer der Wegbereiter des Naturrechtsansatzes nach dem Zweiten Weltkrieg und setzte sich eingehend mit dem Kriegsvölkerrecht auseinander. Zu seinen akademischen Schülern zählten u. a. Bruno Bandulet, Otto-Friedrich Freiherr von Gamm, Alfred Jüttner, Heinrich Kipp, Heinz Laufer, Franz Mayer, Hans Merkel, Gerhard Ritter, Günter Roth, Hans Rühle, Oscar Schneider, Armin Steinkamm, Christoph Uleer, Jürgen Warnke und Werner Wolf. Aufsehen erregte der Fall Dieter Haase, erst Student dann Hilfsassistent von der Heydtes, der seinerzeit für die Militärische Aufklärung der Nationalen Volksarmee arbeitete. Von der Heydtes Nachfolger auf dem Würzburger Lehrstuhl wurde Dieter Blumenwitz, der 1976 seinen Ruf erhielt.
Der Rechtshistoriker Frieder Günther (2004), heute Mitarbeiter des Instituts für Zeitgeschichte in Berlin, sieht von der Heydte in einer Arbeit zur bundesdeutschen Staatsrechtslehre als einen Vertreter des demokratisch „rechtskonservativen katholischen Lagers“. Auch andere Forscher wie Vanessa Conze (2005) und Tim Geiger (2008) verorten ihn im Rechtskonservatismus.

##### Vereinigungen und sonstiges Engagement
Von der Heydte stellte 1954 einen Antrag zur Wiederaufnahme seines einstigen Widersachers Carl Schmitt, mittlerweile persona non grata, in die Vereinigung der Deutschen Staatsrechtslehrer (VDStRL), der allerdings abgelehnt wurde. Er war ab 1956 assoziiertes und ab 1971 ordentliches Mitglied der Gelehrtengesellschaft Institut de Droit international (IDI) und als solches federführend an der Edinburgher Resolution (1969) beteiligt, die maßgebende Grundlage der entsprechenden Artikel des ersten Zusatzprotokolls zu den Genfer Konventionen von 1977 wurde. In den 1950er Jahren war er Mitglied einer Parteienrechtskommission, eingesetzt durch das Bundesministerium des Innern. 1960 wurde er zum Mitglied der Amerikanischen Gesellschaft für internationales Recht (ASIL) gewählt. Von der Heydte war zudem von 1961 bis 1965 Vorstandsmitglied der Deutschen Gesellschaft für Völkerrecht (DGVR). 1964 wurde er Mitglied der Ständigen Finnisch-Schweizerischen Vergleichskommission zur Regelung von Vergleichsverfahren.
Er war Autor zahlreicher Bücher u. a. eines zweibändigen Lehrbuchs zum Völkerrecht und ab 1960 gemeinsam mit Theodor Maunz Herausgeber der Reihe Münchener öffentlich-rechtliche Abhandlungen im Verlag C.H.Beck. Zudem war er Mitherausgeber des Internationalen Jahrbuches der Politik, der Friedens-Warte und der Zeitschrift Internationales Recht und Diplomatie. Er veröffentlichte ab den 1930er Jahren Aufsätze in Kultur- und Wissenschaftszeitschriften sowie militärischen und außenpolitischen Fachzeitschriften u. a. Archiv für Rechts- und Sozialphilosophie, Juristische Blätter, Zeitschrift für Politik, Stimmen der Zeit, Archiv des Völkerrechts, Archiv des öffentlichen Rechts, JuristenZeitung, Politique étrangère, Europäische Wehrkunde und American Journal of International Law.
Von der Heydte war Gutachter für Bundes- und Landesregierungen vor dem Bundesverfassungsgericht u. a. zum Wehrbeitrag (1952) und zum Gesetz für Jugendwohlfahrt (1961). Seine wissenschaftliche Leistung insbesondere auf den Gebieten des Völker- und Staatsrechts, sowie des Wehrrechts wurde anlässlich seines 70. Geburtstages durch eine zweibändige Festschrift gewürdigt.

#### Militärisches Engagement
Von der Heydte engagierte sich zunächst in der Stillen Hilfe für Kriegsgefangene und Internierte, die auch NS-Täter unterstützte. 1956 wurde er Vorstandsmitglied des Münchner Vereins Westliches Wehrwesen.
Beförderungen
- 1. August 1956 Oberst d. R.
- 18. Oktober 1962 Brigadegeneral d. R.

Von 1956 bis 1966 leistete von der Heydte als Reserveoffizier, zunächst als Oberst d. R., Wehrübungen beim Heer der Bundeswehr. So nahm von der Heydte 1961 an einer Wehrübung beim Feldartilleriebataillon 355 in Hammelburg und 1962 am Führergehilfenlehrgang an der Führungsakademie der Bundeswehr (FüAkBw) in Hamburg teil. Er wurde 1962 während einer Wehrübung bei der 12. Panzergrenadierdivision in Tauberbischofsheim vom Bundespräsidenten Heinrich Lübke zum Brigadegeneral befördert. Damit war er der erste und einer der wenigen Generale der Reserve der Bundeswehr. Die Beförderung stand wahrscheinlich in Zusammenhang mit einer geplanten Tätigkeit  für den Bundesnachrichtendienst. Im Verteidigungsfall wäre er zur Deutschen Anteil Allied Consultative and Coordination Group (ACCG) beim Hauptquartier Allied Forces Central Europe der NATO gegangen. Von dort hätte er Special Operations oder nachrichtendienstlichen Operationen führen sollen.
Er beriet die Regierungen in Ägypten (auf Wunsch des Bundesaußenministers Heinrich von Brentano (CDU)) und Japan beim Aufbau ihrer Streitkräfte. Er nahm 1958 als einziger deutscher Vertreter an der „Vierten Nationalen Militär- und Industriekonferenz“ in Chicago, Illinois teil, wo er auf General Maxwell D. Taylor, seinen einstigen Gegner in den Invasionskämpfen 1944, und den deutschstämmigen Wissenschaftler Wernher von Braun traf, und wohnte Planspielen an der Seekriegsschule von Long Island, New York bei. Außerdem wurde er 1958 Mitglied des Ausschusses für auswärtige Angelegenheiten des Instituts für amerikanische Strategie (Institut zur Koordinierung des amerikanischen Wehrwesens, der Wirtschaft und der Politik auf wissenschaftlicher Grundlage) in Chicago.
Der Militärhistoriker Hans-Erich Volkmann (1990) vom Militärgeschichtlichen Forschungsamt (MGFA) bezeichnete von der Heydte als „katholischen Phalanx für den westdeutschen Verteidigungsbeitrag“.

#### Politische Tätigkeiten

##### Rechtskatholische Aktivitäten
Als konservativer Christ unterstützte von der Heydte seit den 1930er Jahren rechtskatholische Ideen. Er engagierte sich im Katholischen Akademikerverband e. V. und war von 1948 bis 1958 Mitglied des Zentralkomitees der deutschen Katholiken (ZdK), wo er in den 1950er Jahren das „Staatsbürgerliche Referat“ leitete. Zudem gehörte er dem Zentralkomitee der deutschen Katholikentage an und war Leiter des Sachausschusses Recht, Staat und Gesellschaft. Wiederholt nahm er an der Wallfahrt nach Lourdes teil.
1954 wurde er in den römisch-katholischen Ritterorden vom Heiligen Grab zu Jerusalem aufgenommen (Investitur von Erzbischof Lorenz Jaeger). Er war dann als Nachfolger von Franz Fürst zu Salm-Reifferscheidt-Dyck von 1958 bis 1965 Statthalter der Deutschen Statthalterei des Ritterordens. Aufgrund von Satzungsänderungen zu Lasten von Laien trat er allerdings von seinem Amt zurück.
Von der Heydte war Mitglied der von dem Unternehmer Erich Fürst von Waldburg zu Zeil und Trauchburg gegründeten konservativ-klerikalen Abendländischen Aktion (später: Abendländische Akademie). Die Organisation beschwor vor allem christliche Werte, abendländische Kultureinheit und Föderalismus. Sie war gut vernetzt; in Madrid (Franco-Spanien) wurden regelmäßig Veranstaltungen abgehalten, zu denen u. a. Richard Jaeger und Franz Josef Strauß erschienen. Anfangs verwahrte er sich gegen Kritik und bezeichnete die Abendländische Akademie als „konstruktive[n] Verfassungsschutz“. Den Vorsitz gab er aber 1956 ab, da die Akademie zunehmend „zur Zielscheibe linkstendierender Kräfte geworden“ sei. Er sah sich aufgrund zeitlicher Engpässe und unzureichender Unterstützung außer Stande „dieser Hetze mit genügendem Nachdruck und entsprechender Wirkung“ entgegenzutreten. Der Vereinigung und dem mit ihr verbundenen Verlag der Zeitschrift Neues Abendland wurde später nachgesagt, sie seien eine Tarnorganisation der Organisation Gehlen bzw. des aus ihr hervorgegangenen Bundesnachrichtendienstes (BND) gewesen.
Der österreichische Kulturhistoriker Friedrich Heer (1958) sah in von der Heydte „einen angesehen[en] Repräsentant[en] des deutschen Rechtskatholizismus“. Michael Stolleis, Rechtshistoriker, konstatierte, dass dessen Aktivitäten im Bereich „Rechtskatholizismus“ allerdings Mitte der 1970er Jahre nachließen. Von der Heydte seinerseits lehnte derartige Zuschreibungen ab.

##### Spiegel-Affäre
Von der Heydte, ein Vertrauter von Franz Josef Strauß, zeigte 1962 Rudolf Augstein, Herausgeber des Spiegels, wegen des Artikels Bedingt abwehrbereit bei der Bundesanwaltschaft wegen Landesverrats an und löste damit die Spiegel-Affäre aus. Der damalige FDP-Bundesgeschäftsführer Karl-Hermann Flach veröffentlichte daraufhin in der Frankfurter Rundschau den kritischen Artikel Der General und das Abendland. Mit seiner Klage gegen die Veröffentlichung vor dem Landgericht Würzburg bekam von der Heydte teilweise Recht. Von der Heydte kommentierte die Anzeige später mit: Ohne diese Anzeige „hätten wir uns selbst strafbar gemacht, auch im demokratischen Staat kann die Pressefreiheit nicht so weit gehen, daß streng geheime Dokumente“ an die Öffentlichkeit geraten.
In einer Dokumentation der Spiegel-Affäre von 1966 bezeichneten der Politik- und Verwaltungswissenschaftler Thomas Ellwein, der Sozialwissenschaftler Manfred Liebel (einst Bundesvorsitzender des Sozialistischen Deutschen Studentenbundes), und die Soziologin Inge Negt von der Heydte der 1960er Jahre als „Inbegriff der Reaktion“. Laut den Publizisten Hans Leyendecker, Michael Stiller und Heribert Prantl (2000), allesamt Journalisten der Süddeutschen Zeitung, sei er in „konservativen Kreisen“ eine „Legende“.

##### Parteipolitik
Er sympathisierte zunächst mit der Bayernpartei (BP). Im Jahr 1947 trat er aber in die CSU ein, wo er Vorsitzender der Christlich-Demokratischen Hochschulgemeinschaft wurde. Er war zeitweise Mitglied des CSU-Bezirksschiedsgerichts in Kitzlingen.
Ab 1951 war er in der europäischen föderalistischen Bewegung aktiv. 1953 vertrat er gemeinsam mit Georg Strickrodt die CDU auf der Jahrestagung der Internationalen Union der Christlichen Demokraten (NEI) in Tours. Er gehörte überdies zu den Teilnehmern des Ellwanger Kreises, einem Diskussionsforum christlicher Politiker, allen voran der Unionsparteien, im Nachkriegsdeutschland.

###### Landtagsabgeordneter der CSU
Als Listenkandidat der CSU für den Wahlkreis Unterfranken gehörte er vom 20. November 1966 bis 22. November 1970 dem Bayerischen Landtag an. Er war dort von 1966 bis 1970 Mitglied des Ausschusses für kulturpolitische Fragen und 1970 des Zwischenausschusses. Im Landtag hatte er 1969 gemeinsam mit Alfred Seidl ein „scharfes Vorgehen“ gegen krawallbereite Studenten gefordert. Von 1967 bis 1970 war er Beiratsmitglied der Bayerischen Landeszentrale für politische Bildungsarbeit (BLpB) und der Wiedergutmachung beim Landesentschädigungsamt. 1969/70 war er stellvertretendes (nichtberufliches) Mitglied des Bayerischen Verfassungsgerichtshofs und der Kommission nach Art. 2 des Gesetzes zur Ausführung des Gesetzes zu Art. 10 Grundgesetz.
Im Zuge der Bundestagswahl 1969 versuchte er sich erfolglos gegen den Parteifreund Matthias Engelsberger (CSU) als Direktkandidat für den Bundestagswahlkreis Traunstein (Wahlkreis 211) aufstellen zu lassen; er erhielt nur eine Stimme. Aufgrund des neuen „Inkompatibilitätsgesetzes“, wonach er sich hätte beurlauben lassen müssen, ließ er sich nicht nochmal für den Landtag aufstellen.

###### Flick-Parteispendenaffäre
Von der Heydte vertrat 1958 die Bundesregierung vor dem Bundesverfassungsgericht (BVerfG) im Normenkontrollverfahren der Parteienfinanzierung durch steuerbegünstigte Spenden.
Bereits seit den frühen 1960er Jahren diente das gemeinsam mit dem Bundestagsabgeordneten Adolf Süsterhenn (CDU) begründete und von von der Heydte viele Jahre geschäftsführend geleitete Institut für Staatslehre und Politik e. V. (ISP) an der Juristischen Fakultät der Universität Würzburg als „Geldwaschanlage“ der Staatsbürgerliche Vereinigung 1954 e. V. (SV) der CDU in Koblenz, was in den 1980er Jahren öffentlich und kontrovers diskutiert wurde. Von der Heydte wurde zu einer der zentralen Figuren in der sogenannten Flick-Affäre. So soll er u. a. Kontakte zu Karl Friedrich Grau (CDU) unterhalten haben. Von der Heydte wies Anschuldigungen, in den Skandal verwickelt gewesen zu sein, trotz der Vorhalte zurück. Das Institut wollte vielmehr ausländische Dozenten honorieren.

##### Weitere Mitgliedschaften und Aktivitäten
Von der Heydte war Mitarbeiter der Unions-nahen Studiengesellschaft für staatspolitische Öffentlichkeitsarbeit von Theodor Oberländer und gemeinsam mit Richard Jaeger und Michael Schmaus Gründer des Deutschen Kreises 1958 in München. Weiterhin war er 1958/59 Gründungspräsidiumsmitglied des antikommunistischen Vereins „Rettet die Freiheit“ (RdF) um Rainer Barzel und Franz Josef Strauß, der ein Gegengewicht zu „Kampf dem Atomtod“ und dem Deutschlandplan der SPD darstellen sollte. Von der Heydte war Autor der CSU-Parteizeitung Bayernkurier; bekannt wurden darüber hinaus auch Beiträge in der Deutschen National Zeitung und Soldaten-Zeitung des Verlegers Gerhard Frey in den 1960er Jahren. Außerdem war er Mitarbeiter der CSU-nahen Demokratisch-Konservativen Korrespondenz und fungierte 1963 als Gutachter für die Vertriebenenverbände Ostpreußen, Pommern, Berlin-Mark-Brandenburg und Schlesien. Er gehörte 1969 zu den Teilnehmern des „Europa-Kongresses“ des Bundes der Vertriebenen (BdV).
Außerdem pflegte er Kontakte zu den Obristen der griechischen Militärjunta der 1960er und 1970er Jahre und dem Franco-Regime in Spanien. Er kommentierte eine umstrittene Reise, die er gemeinsam mit einer CSU-Delegation unternahm, mit: „Wenn man nach Moskau fahren kann, kann man auch nach Athen.“ Kritisch widmeten sich seinen rechten Aktivitäten die investigativen Journalisten Oliver Schröm und Egmont R. Koch in ihrem Buch Verschwörung im Zeichen des Kreuzes (2005). Aufgrund seiner guten Kontakte zum griechischen Obristen-Regime und irakischen Wissenschaftlern wurde von der Heydte Anfang der 1970er Jahre gegen Honorar als nachrichtendienstliche Verbindung des BND geführt.
Von der Heydte galt als (rechts-)konservativ und in der Bonner Regierung bis zur sozialliberalen Koalition von 1970 regierungsnah sehr gut vernetzt. Ihm wurde in einem Nachruf eine nationale, zugleich aber auch westliche Gesinnung attestiert. So stand er als Politiker für die Pflege der Deutsch-französischen Beziehungen ein. Zu seiner „Familientradition [gehörte überdies] ein liberales Anerkennen auch anderer Auffassungen“, wie es in einem weiteren Nachruf hieß.

##### LaRouche-Bewegung
Nach seiner aktiven Politikerzeit orientierte er sich zunächst an der Nationalliberalen Aktion um Erich Mende.
Bei der Bundestagswahl 1987 unterstützte von der Heydte die rechtskonservative Kleinpartei „Patrioten für Deutschland“ um Lyndon LaRouche. Der US-amerikanische Politaktivist LaRouche steuerte bereits 1986 in der Neuauflage von Der moderne Kleinkrieg als wehrpolitisches und militärisches Phänomen ein Vorwort bei. Es erschienen dann Artikel und Interviews sowie Analysen zu von der Heydte in der Wochenzeitschrift Executive Intelligence Review (EIR) der sektenartigen LaRouche-Bewegung.

## Familie und Nachlass
Er war laut Autobiografie ab 1938 verheiratet mit Gabrielle de Garnerin de la Thuille, Gräfin von Montgelas (* 9. August 1910 in Egglkofen; † 15. Juni 1985 in Aham), Tochter des Päpstlichen Geheimkämmerers, Königlich bayerischen Kammerherrn, Majors a. D. und erblichen Reichsrates der Krone Bayern Joseph de Garnerin Graf von Montgelas, Fideikomissherr auf Egglkofen, Aham und Gerzen, und dessen Frau Marie Le Sergeant d’ Hendecourt a. d. H. der Vicomtes de Pont de l’Arche, Von der Heydtes Frau war damit eine Nachfahrin des bayerischen Staatsreformers Maximilian von Montgelas. Sie hatten drei Kinder, nämlich den Verwaltungsjuristen Gottfried (* 1949), Kanzler der Katholischen Universität Eichstätt-Ingolstadt und den Landshuter Rechtsanwalt Franz-Josef (* 1951). Sein Sohn Rudolf Konrad (1939–2015), Kaufmann und Gründer der Graf von Montgelas-Stiftung, wurde 1969 von seinem kinderlosen Onkel Max Emmanuel Graf von Montgelas adoptiert. Nach seiner Pensionierung hatte sich Friedrich August in Aham an der Vils in Niederbayern zur Ruhe gesetzt und überlebte seine Frau um fast ein Jahrzehnt. Im Jahr 1994 verstarb er nach langer Krankheit.
Bei der Totenmesse 1994 der französischen Fallschirmjäger in der französischen Pfarrkirche St-Louis-en-l’Île in Paris waren neben hochrangigen Staatsgästen auch seine Nachkommen geladen. Es wurde eine Fürbitte verlesen.
Das Archiv für Christlich-Demokratische Politik (ACDP) der Konrad-Adenauer-Stiftung (KAS) führt ihn im Bestand.

## Auszeichnungen
1933–1945
- Treuedienstabzeichen im Jahr 1938
- Eisernes Kreuz (1939)
  - II. Klasse am 27. September 1939
  - I. Klasse[26] am 26. September 1940
  - Ritterkreuz[26] am 9. Juli 1941
  - Eichenlaub am 30. September 1944 (617. Verleihung)
- Deutsches Schutzwall-Ehrenzeichen im Jahr 1939
- Dienstauszeichnung (Wehrmacht) IV. Klasse
- Erdkampfabzeichen der Luftwaffe
- Fallschirmschützenabzeichen der Luftwaffe im Jahr 1940
- Infanterie-Sturmabzeichen im Jahr 1941
- Ärmelband Kreta im Jahr 1941
- Deutsches Kreuz in Gold am 26. Februar 1942
- Medaille Winterschlacht im Osten 1941/42 im Jahr 1942
- Militärorden von Savoyen im Jahr 1942
- Königlich Italienische Tapferkeitsmedaille
  - Silber im Herbst 1942
  - Silber im Winter 1942
- Ärmelband Afrika im Jahr 1943
- Medaille für den italienisch-deutschen Feldzug in Afrika im Jahr 1943
- Namensnennung im Wehrmachtbericht am 11. Juni 1944
- Nahkampfspange II. Stufe (Silber) am 25. Oktober 1944

nach 1945
- Großkreuz des Ritterordens vom Heiligen Grab zu Jerusalem im Jahr 1958
- Komtur mit Stern des Gregoriusordens im Jahr 1960[59]
- Bayerischer Verdienstorden am 21. Mai 1974
- Großes Verdienstkreuz des Verdienstordens der Bundesrepublik Deutschland am 17. März 1987
- Ehrennadel in Gold des Verbandes der Reservisten der Deutschen Bundeswehr im Jahr 1987
- Ehrenbürger von Aham

## Veröffentlichungen
- Das Weiss-Blau-Buch zur deutschen Bundesverfassung und zu den Angriffen auf Christentum und Staatlichkeit der Länder. J. Habbel Verlag, Regensburg 1948.
- Montesquieu: Vom Geist der Gesetze. Eine Auswahl, Übersetzung und Erläuterung durch Friedrich August von der Heydte, de Gruyter, Berlin 1950.
- Die Geburtsstunde des souveränen Staates. Ein Beitrag zur Geschichte des Völkerrechts, der allgemeinen Staatslehre und des politischen Denkens. J. Habbel Verlag, Regensburg 1952.
- Fiktion und Wirklichkeit der westdeutschen Demokratie (= Politische Studien, Heft 48). Isar-Verlag, München 1954.
- Die Berufsbeamten und die Staatskrisen (= Veröffentlichungen der Vereinigung der Deutschen Staatsrechtslehrer, Heft 13). Berichte von Friedrich August von der Heydte, Günter Dürig, Richard Naumann, Hans Spanner und Aussprache zu den Berichten in den Verhandlungen der Tagung der deutschen Staatsrechtslehrer zu Tübingen am 14. und 15. Oktober 1954. de Gruyter, Berlin 1955.
- Vom heiligen Reich zur geheiligten Volkssouveränität. Ulrich Steiner Verlag, Laupheim 1955.
- mit Karl Sacherl (Hrsg.): Soziologie der deutschen Parteien. Isar-Verlag, München 1955.
- Verfassung und Gewerbefreiheit (= Politische Studien, Heft 76). Isar-Verlag, München 1956.
- mit Friedrich Giese (Hrsg.): Der Konkordatsprozess. 4 Bände, Isar-Verlag, München 1956–1958.
- Daedalus returned. Crete 1941. Übersetzung aus dem Deutschen durch W. Stanley Moss, Hutchinson, London 1958.
- Völkerrecht. Ein Lehrbuch. 2 Bände, Verlag für Politik und Wirtschaft, Köln 1958–1960.
- mit Georg Stadtmüller, Helmut Ibach: Bürgerschaft und Staatsordnung in Geschichte und Gegenwart (= Schriftenreihe des Kommunal-Verlags, 6). Mit einem Vorwort von Hans Peters, Kommunal Verlag, Recklinghausen 1959.
- mit Ignaz Seidl-Hohenveldern (Hrsg.): Völkerrecht und rechtliches Weltbild. Festschrift für Alfred Verdross. Springer, Wien 1960.
- Vorrang oder Subsidiarität der freien Jugendhilfe? (= Hamburger öffentlich-rechtliche Nebenstunden, Band 7). Forschungsstelle für Völkerrecht und Ausländisches Öffentliches Recht, Hamburg 1961.
- Krise des Parlamentarismus (= Beiträge zur Begegnung von Kirche und Welt, Bände 58/59). Akademie der Diözese Rottenburg, Stuttgart 1961.
- Kirche und Staat (= Veröffentlichungen der Katholischen Akademie der Erzdiözese Freiburg, Band 2). Badenia-Verlag, Karlsruhe 1966.
- Der moderne Kleinkrieg als wehrpolitisches und militärisches Phänomen. Mit einem Vorwort von Lyndon LaRouche, Neuausgabe, Dr. Böttiger Verlag, Wiesbaden 1986, ISBN 3-925725-03-2. (Erstausgabe: Holzner-Verlag, Würzburg 1972)
- Muß ich sterben, will ich fallen … Ein Zeitzeuge erinnert sich. Hrsg. von Hendrik van Bergh, Vowinckel-Verlag, Berg am See 1987, ISBN 3-921655-39-0 (Autobiografie).
- Die Monarchie – Eine europäische Idee. Österreich vom Wiener Kongress bis St. Germain. Amalthea Signum, Wien 1993, ISBN 3-85002-340-0.